# Wiley Peck
Wiley J. Peck (Montgomery, Alabama, 15 de septiembre de 1957) es un exjugador de baloncesto estadounidense que jugó una temporada en la NBA. Con 2,01 metros de altura, lo hacía en la posición de alero.

## Trayectoria deportiva

### Universidad
Jugó durante 4 temporadas con los Bulldogs de la Universidad Estatal de Misisipi, en las que promedió 10,5 puntos y 8,9 rebotes por partido. Es el tercer mejor reboteador de los Bulldogs de todos los tiempos, siendo elegido en dos ocasiones en el mejor quinteto de la Southeastern Conference.

### Profesional
Fue elegido en la decimonovena posición del Draft de la NBA de 1979 por San Antonio Spurs, donde su entrenador, Doug Moe, apenas contó con él. Fue alineado en 52 partidos, promediando 3,5 puntos y 3,5 rebotes por partido.
Al término de la temporada, no fue protegido por su equipo, entrando en el draft de expansión, siendo elegido por Dallas Mavericks, quienes a su vez lo traspasaron a Phoenix Suns a cambio de una futura segunda ronda del draft, pero donde no llegó a debutar, siendo cortado antes del comienzo de la temporada 1980-81. Al verse sin equipo, optó por retirarse.

## Estadísticas de su carrera en la NBA

### Temporada regular
| Temporada | Edad | Equipo            | Liga | P  | TIT | MIN  | TC  | TCA | %TC  | 3P  | 3PA | %3P  | TL  | TLA | %TL  | R.OF. | R.DEF. | REB | ASIS | ROB | TAP | PER | FP  | PTS |
| 1979-80   | 22   | San Antonio Spurs | NBA  | 52 |     | 12.1 | 1.4 | 3.3 | .432 | 0.0 | 0.0 | .000 | 0.7 | 1.1 | .618 | 1.3   | 2.3    | 3.5 | 0.6  | 0.3 | 0.4 | 0.9 | 1.9 | 3.5 |
| Total     |      |                   | NBA  | 52 |     | 12.1 | 1.4 | 3.3 | .432 | 0.0 | 0.0 | .000 | 0.7 | 1.1 | .618 | 1.3   | 2.3    | 3.5 | 0.6  | 0.3 | 0.4 | 0.9 | 1.9 | 3.5 |

### Playoffs
| Temporada | Edad | Equipo            | Liga | P | MIN | TCA | TC | 3PA | 3P | TLA | TL | R.OF. | REB | ASIS | ROB | TAP | PER | FP | PTS | %TC  | %3P | %FT | MIN | PTS | REB | AST |
| 1979-80   | 22   | San Antonio Spurs | NBA  | 2 | 9   | 0   | 3  | 0   | 0  | 0   | 0  | 0     | 3   | 0    | 0   | 1   | 0   | 1  | 0   | .000 |     |     | 4.5 | 0.0 | 1.5 | 0.0 |
| Total     |      |                   | NBA  | 2 | 9   | 0   | 3  | 0   | 0  | 0   | 0  | 0     | 3   | 0    | 0   | 1   | 0   | 1  | 0   | .000 |     |     | 4.5 | 0.0 | 1.5 | 0.0 |